# George Vasey
George S. Vasey (28 de febrer de 1822 - 4 de març de 1893) va ser un botànic nascut a Anglaterra que va recol·lectar una gran quantitat de flora a Illinois abans d'integrar-se al USDA (Ministeri d'Agricultura dels EUA), on va arribar a Botànic Cap i curador de l'Herbari Nacional.

## Biografia
Va néixer l'any 1822 a Snainton, Scarborough, Anglaterra, el quart de deu fills. La seva família migra als Estats Units a l'any següent, i s'estableixen a Oriskany (New York). Deixa l'escola als dotze i comença a treballar en un magatzem. Va prenent interès en la Botànica i aconsegueix prestats llibres de la matèria, i com no podia comprar-los, els còpia manualment. Aquest interès s'amplia quan es troba amb Peter D. Knieskern, un altre naturalista que convida a Vasey a començar a escriure's amb botànics.
Fins a l'any 1870 manté una extensa correspondència i recol·lecta un gran quantitat d'espècimens tant de Oneida County i més tard de McHenry County, però no publicarà res de rellevància científica fins als 1870.
Vasey es casa amb Martha Jane Scott l'any 1846, havent-se graduat aquest mateix any al "Berkshire Medical Institute". Aviat es muden i s'estableixen a Ringwood (Illinois). L'any 1854 obre un magatzem general per mantenir a la seva família de 7: quatre fills i la mare. En 1858 serà membre fundador de la Illinois Natural History Society, i escriu prolíficament per aquesta societat i en el Prairie Farmer. Va tenir dos fills més en 1861, però en 1864 perd al benjamí de tos ferina. Quan la seva dona es comença a sentir molt feble, Vasey es muda amb la seva família a Richview, però en va; ja que Martha mor l'any 1866.
Passat un breu període sense escriure, es casarà amb una vídua, encara que arrossega problemes financers, al mateix temps que John W. Powell el convida a participar d'una expedició l'any 1868. S'entusiasma enormement amb l'aventura científica. Editarà Entomologist and Botanist abans de ser taxònom curador del Museu d'Història Natural de la Illinois State University. Més tard succeeix a Charles C. Parry com a Botànic Cap del USDA. Ràpidament es posa a la feina per millorar el pobre estat de l'Herbari Nacional, i també organitza exhibicions de les riqueses forestals per la Centennial Exposition (Exposició Universal de Filadèlfia de 1876). L'optimització de l'herbari, allotjat en la Smithsonian Institution, és considerat la coronació de la seva carrera, particularment la seva col·lecció de Poàcies, de la qual era un especialista; l'any 1889 l'Institut el nomena Curador Honorari.
Rep un M.A. honorari l'any 1864 de la Illinois Wesleyan University. El 1869 és fet membre de la American Association for the Advancement of Science, i l'any 1892, de la American Academy of Arts and Sciences; per a aquest mateix any és representant al International Botanical Congress de 1892 a Gènova, on actuaria de vicepresident.
De la seva obra publicada, les seves diverses monografies de les pastures dels EUA, on l'última part dels quals es publica post-mortem, sent un dels més notables, especialment el seu Agricultural Grasses of the United States de 1884, i la seva obra descriptiva d'espècies no publicades que s'anaven acumulant en l'herbari, obra que completa amb prou feines una setmana abans del seu decés en 1893, de peritonitis.

## Publicacions
- A Descriptive Catalogue of the Native Forest Trees of the United States. Washington, 1876[1]
- The Grasses of the United States, a Synopsis of the Tribes, with Descriptions of the Genera. 1883.[1]
- Agricultural Grasses of the United States. 1884[2]
- A Descriptive Catalogue of the Grasses of the United States. 1885.[1]
- Report of an Investigation of the Grasses of the Arid Districts. 2 parts, 1886—1887.[1]
- Grasses of the South. 1887.[1]
- Grasses of the Southwest. 1890—1891.[2]
- Grasses of the Pacific Slope. 1892—1893.[2]